# 英豪站
英豪站是一个陇海线上的铁路车站，位于河南省渑池县英豪镇，建于1915年，目前为三等站，邮政编码为472434。目前客运：办理旅客乘降；行李、包裹托运；货运：办理整车、零担货物发到；危险货物仅办理农药、化肥发到。